# Morro d'Oro
Morro d'Oro es un municipio situado en el territorio de la Provincia de Teramo, en Abruzos (Italia).

## Demografía
| Gráfica de evolución demográfica de Morro d'Oro entre 1861 y 2001 |
|                                                                   |
| Fuente ISTAT - elaboración gráfica de Wikipedia                   |

- Datos: Q51455
- Multimedia: Morro d'Oro / Q51455

1. ↑  Worldpostalcodes.org, código postal n.º 64020.
2. ↑  «Codici Catastali». Comuni-italiani.it (en italiano). Consultado el 29 de abril de 2017.